# Довгань Михайло Васильович
Миха́йло Васи́льович Довгань (*24 серпня 1953, Клебань Тульчинського району Вінницької області) — український живописець. Член Національної спілки художників України з 2000 р. Працює переважно у жанрі пейзажу. Народний художник України (2022).
1975 р. закінчив Тульчинське культосвітнє училище.
Учасник обласних та всеукраїнських виставок з 1998 р. Персональні виставки: м. Київ, палац мистецтв «Український дім», 1998 р.; м. Тульчин — 1990 р., 1994 р., 2003 р.; м. Вінниця — 1995 р., 1989 р., виставкова зала ВООНСХУ, 1989 р., м. Київ-2001 р., 2002 р., 2004 р.. Учасник живописно-графічних пленерів у м. Немирові, м. Хмільнику, с. Селище, с. Грушівці, Пущі-Водиці, в Криму. Здійснив творчу поїздку у Карпати у 2003 р.

## Твори
Твори є власністю Міністерства культури України, зберігаються у Тульчинському краєзнавчому музеї, галереї санаторію «Авангард», Немирів, у приватних колекціях.